# Trifurcula teucriella
Trifurcula teucriella là một loài bướm đêm thuộc họ Nepticulidae. Loài này có ở miền nam Pháp và Tây Ban Nha.
Ấu trùng ăn Teucrium chamaedrys. The mine the leaves of their host plant. 